# Брэдшо, Ричард
Ричард Джеймс Брэдшо (англ. Richard James Bradshaw) — британский и канадский дирижёр, органист и музыкальный администратор. Дирижёр и генеральный директор Канадской оперы.

## Биография
Ричард Брэдшо родился в 1944 году в Рэгби (Уорикшир) и вырос в Хайам-Феррерс (Нортгемптоншир). В восемь лет начал брать уроки игры на фортепиано и к 12 годам уже был органистом сельской церкви. Окончил Лондонский университет по специальности «Английский язык и литература»; во время учёбы в университете брал частные уроки органной игры у Гарольда Дарка и дирижёрского мастерства у сэра Адриана Боулта.
Вернувшись по окончании учёбы в Хайам-Феррерс, Брэдшо занялся организацией концертов. В 1969 году он создает в Лондоне Новый лондонский ансамбль. С 1972 по 1975 он дирижирует хором Сальтарелло, а в 1975 году становится вторым дирижёром Глайндборнского фестиваля. Во время фестиваля он впервые дирижировал исполнением оперы («Фальстаф» Верди), так как основной дирижёр Джон Притчард заболел.
Перебравшись в США, Брэдшо с 1977 по 1989 год был постоянным дирижёром оперы Сан-Франциско. В эти годы он ещё дважды дирижировал на Глайндборнском фестивале, а также был приглашенным дирижёром в Санта-Фе, Сиэтле и Нью-Йорке. В 1988 году он дирижирует исполнением «Тоски» в Канадской опере, после чего ему предлагают в Торонто место постоянного дирижёра. Он принимает предложение, и вся его дальнейшая карьера связана с Канадской оперой.
Вскоре после перехода Брэдшо в Канадскую оперу были отменены планы строительства нового центра искусств в Торонто. Это знаменовало начало «Тридцатилетней войны» Брэдшо за достойное помещение для Канадской оперы, увенчавшейся в 2006 году открытием зала Four Seasons Centre. Одновременно Брэдшо, с 1994 года ставший не только дирижёром, но и художественным директором труппы (а с 1998 года и её генеральным директором), работает над совершенствованием программы и улучшением качества исполнения Канадской оперы. В 1993 году в сотрудничестве с режиссёром Робером Лепажем он ставит монодраму Шенберга «Ожидание» (нем. Erwartung) и «Замок герцога Синяя Борода» Бартока. Эти постановки с успехом проходят на Эдинбургском фестивале, в Нью-Йорке, Мельбурне и Гонконге. В 1996 году Брэдшо осуществляет постановку «Саломеи» с Атомом Эгояном, а годом позже двойную постановку «Царя Эдипа» и «Симфонии псалмов» Стравинского с Франсуа Жираром. Эта постановка была показана на Эдинбургском фестивале 2002 года.
Под руководством Брэдшо Канадская опера заключает контракт с CBC Records и под этим лейблом выпускает, в частности, удостоенный премии «Джуно» альбом Soirée Française (1995) и саундтрек к фильму-опере «Дон Жуан: Месть Лепорелло» (2000). С ним сотрудничают такие ведущие канадские исполнители, как Изабель Байракдарян, Рассел Браун, Михаэль Шаде и Бен Хеппнер; для его труппы пишут оперы канадские композиторы Гарри Сомерс, Алексина Луи и Джон Оливер.
В 2006 году Брэдшо дирижировал премьерной для концертного зала Four Seasons Centre постановкой цикла «Кольцо нибелунга». Через год после открытия он неожиданно скончался от сердечного приступа, оставив после себя вдову и двоих детей.

## Признание заслуг
Описывая творческий стиль Ричарда Брэдшо, критики употребляли эпитеты «театральный», «прямолинейно-восхитительный» и «практичный», отмечая его энергию, точность и баланс. Составляемые им программы характеризовали как новаторские; он верил, что при качественном исполнении даже самые нестандартные работы могут привлекать публику, и это его кредо подтверждали многочисленные сезоны Канадской оперы, прошедшие при полных залах. Архитектор Джек Даймонд, работавший с Брэдшо над проектом Four Seasons Centre, назвал его смерть «невосполнимой потерей».
Ричарду Брэдшо были присвоены почетные ученые степени Королевской консерватории, Торонтского университета и Масси-колледжа. Он был награждён орденом Искусств и литературы (Франция, за работу с Национальным оркестром Капитолия Тулузы) и орденом Онтарио.